# Matudaea
Matudaea Lundell – rodzaj roślin należący do rodziny oczarowatych (Hamamelidaceae R. Br. in Abel). Obejmuje co najmniej 2 gatunki występujące naturalnie w Ameryce Środkowej od środkowej części Meksyku aż po Honduras.

## Systematyka
Pozycja systematyczna według APweb (aktualizowany system APG III z 2009)
Rodzaj ten należy do podrodziny Hamamelidoideae Burnett w obrębie rodziny oczarowatych (Hamamelidaceae R. Br. in Abel) z rzędu skalnicowców (Saxifragales Dumort.).
Wykaz gatunków
- Matudaea colombiana Lozano
- Matudaea trinervia Lundell